# Super Princess Peach
Super Princess Peach (スーパープリンセスピーチ Sūpā Purinsesu Pīchi) er et computerspil udviklet af TOSE og udgivet af Nintendo til Nintendo DS. Spillet udskiller sig fra mængden af Mario-spil ved at skifte de traditionelle roller ud; denne gang skal Prinsesse Peach redde Mario og kompagniet fra Hammer Brothers. 